# Intensität (Erdbeben)
Die Intensität eines Erdbebens ist die Stärke, mit der es sich auf Menschen, Bauten und Umwelt in einem bestimmten Gebiet auswirkt. Die Intensität kann mittels verschiedener Skalen eingestuft werden, wozu entweder Beobachtungen makroseismischer Phänomene dienen, oder instrumentell bestimmte Messwerte herangezogen werden. Im Gegensatz zur Magnitude, die eine Aussage über die gesamte bei einem Beben freigesetzte Energie trifft, kann ein einzelnes Beben je nach Entfernung vom Epizentrum und örtlichen Gegebenheiten an verschiedenen Orten unterschiedliche Intensitäten haben. Diese Intensitäten können mit isoseismischen Karten dargestellt werden.

## Historische Entwicklung
Frühe Versuche zur Einstufung von Erdbeben sind die Werke von Pompeo Schiantarelli 1783, der neben zahlreichen Bildern der Auswirkungen des Kalabrien-Bebens von 1783 auch eine Karte der Auswirkungen des Bebens zeichnete, und Domenico Pignatoro 1788, der eine fünfstufige Intensitätsskala zur Beschreibung der Auswirkungen desselben Bebens aufstellte. Eine weitere, ebenfalls nicht weit verbreitete Skala war die von Peter Nikolaus Caspar Egen, der 1828 die Auswirkungen eines Erdbebens in Belgien beschrieb.
Die erste allgemein benutzte Skala war die Rossi-Forel-Skala (RF), die nach Veröffentlichungen in den Jahren 1874 und 1881 in ihrer endgültigen Form 1883 veröffentlicht wurde. Aufgrund der unterschiedlichen Gegebenheiten in Japan verfasste Fusakichi Omori im Jahr 1900 die Ōmoriskala, während Giuseppe Mercalli 1902 die erste Version seiner Mercalliskala publizierte. Auf dieser Grundlage wurden in den nächsten Jahrzehnten mehrere Weiterentwicklungen der Mercalliskala veröffentlicht, so die Mercalli-Cancani-Skala und die Mercalli-Cancani-Sieberg-Skala (MC-S) von 1912 und 1923. Im Jahr 1931 übersetzten H. O. Wood und Frank Neumann die Mercalli-Cancani-Sieberg-Skala in die englische Sprache und nannten sie Mercalli-Wood-Neuman-Skala (MWN), ohne dass nennenswerte Änderungen daran vorgenommen wurden. Diese Skala wird heute noch unter dem Namen Modified Mercalli Scale (Modifizierte Mercalliskala, MM-S) in den USA verwendet. 1956 modifizierte Charles Francis Richter die Mercalli-Cancani-Sieberg-Skala gründlich und nannte sie ebenfalls Modifizierte Mercalliskala, jedoch mit dem Zusatz 1956 (MM-56).
1951 entwickelte die JMA (Japan Meteorological Agency) auf der Grundlage der Omoriskala die JMA-Skala, die heute noch in Japan und vom taiwanesischen CWB (Central Weather Bureau) in Taiwan verwendet wird.
In der UdSSR hatte Sergei Medwedew 1953 seine an die dortigen Verhältnisse angepasste Medwedewskala entwickelt, aus der sich die 1975 vom Staatskomitee für Bauwesen der UdSSR veröffentlichte GEOFIAN-Skala entwickelte. Auf der Grundlage der Medwedewskala sowie der MM-S und der MM-56 veröffentlichten Sergei Medwedew, Wilhelm Sponheuer und Vít Kárník im Jahr 1964 schließlich die Medwedew-Sponheuer-Kárník-Skala (MSK-64), die mehr als 25 Jahre eine weite Verbreitung erfuhr.

Auf ihrer Grundlage wurde seit Anfang der 1990er Jahre die Europäische Makroseismische Skala (EMS-98) entwickelt, die 1998 in ihrer jetzigen Fassung verabschiedet wurde.
Seit 1999 wurde von der International Union for Quaternary Research (INQUA) eine weitere Skala erarbeitet, die nicht Schäden an Bauwerken und Auswirkungen auf Menschen, sondern alleine die Umwelteinwirkungen eines Erdbeben zur Einteilung von Erdbeben nutzt. Eine erste Fassung wurde 2003 unter der Bezeichnung INQUA-Skala (INQUA-Scale) und schließlich 2007 in ihrer abschließenden Version als ESI-Skala (Environmental Seismic Intensity Scale, ESI 2007) veröffentlicht.